# Edison Maldonado
Edison Maldonado (Quito, 7 de junho de 1972) é um ex-futebolista equatoriano que atuava como atacante.

## Carreira
Edison Maldonado integrou a Seleção Equatoriana de Futebol na Copa América de 1997.